# Herrenhaus Quatzow
Das Herrenhaus Quatzow (polnisch Dwór w Kwasowie) ist ein Herrenhaus im heute polnischen Kwasowo, Gemeinde Sławno (Schlawe), Woiwodschaft Westpommern. Historisch gehörte der Ort zum deutschen Landkreis Schlawe i. Pom.
Das Gut gehörte vom Mittelalter bis in die frühe Neuzeit dem Johanniterorden. Ende des 16. Jahrhunderts wurde das Gut an die von Brumme verkauft. Danach waren die von Zitzewitz Besitzer und ab 1732 die Freiherren Marschall von Bieberstein. Diese ließen das Herrenhaus vermutlich umbauen. Als Walzengut folgten weitere Besitzerwechsel, u. a. an die von Grave, von der Schulenburg und die von Münchow. Ab 1817 waren die von Michaelis Besitzer. 
Im 17. Jahrhundert war das Herrenhaus ein schlichter Fachwerkbau mit Walmdach, gelegen in einem großen Park mit Lindenallee. In der zweiten Hälfte des 19. Jahrhunderts wurde der Bau aufgestockt, mit einem Turm versehen und im Stil der Neogotik umgestaltet. Nach der kommunistischen Übernahme der Region wurde das Gut zu einem Staatsgut.   

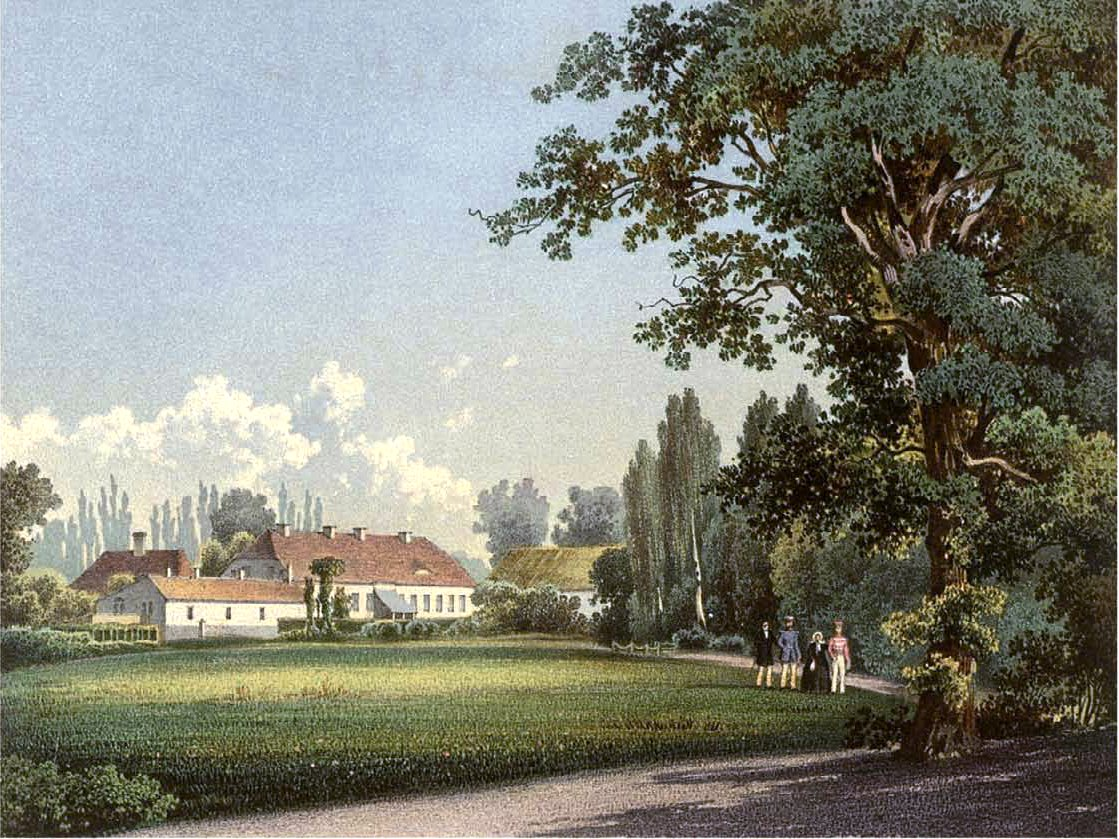
Rittergut Quatzow (Sammlung Duncker)